# Mélanie Bonis

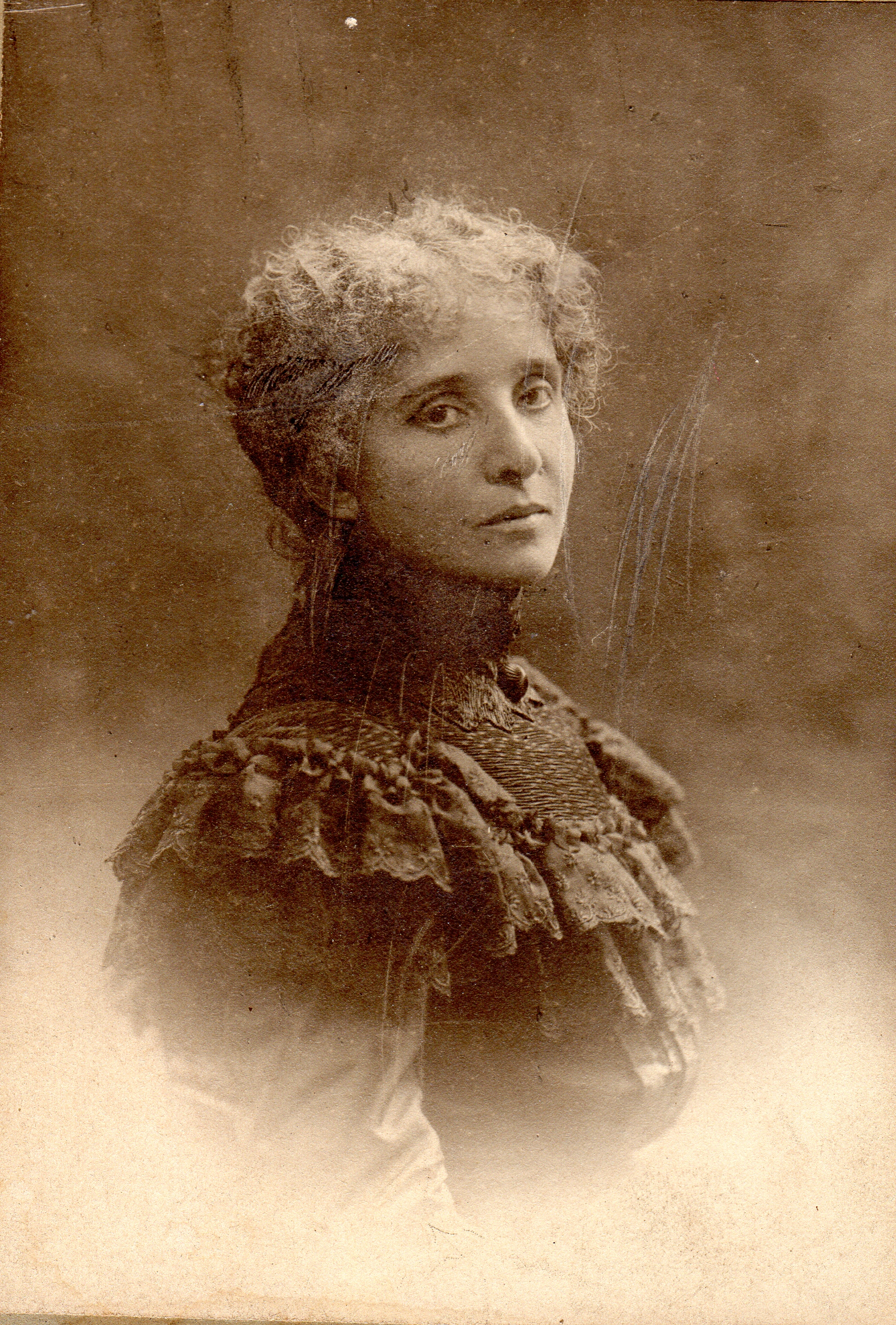
Mel Bonis a los 50 años, ca. 1908

Mélanie Hélène Bonis, conocida como Mel Bonis (21 de enero de 1858 - 18 de marzo de 1937), fue una prolífica compositora francesa de finales del romanticismo. Escribió más de 300 piezas, incluidas obras para piano solo y a cuatro manos, piezas de órgano, música de cámara, mélodies, música coral, una misa y obras para orquesta. Estudió en el Conservatorio de París, y entre sus maestros estuvieron César Franck, Ernest Guiraud y Auguste Bazille.

## Biografía
Bonis nació en una familia parisina de clase media baja y fue educada de acuerdo con las estrictas normas de la moral católica de la época. De gran talento y sensibilidad musical, comenzó a aprender piano de manera autodidacta. Inicialmente, sus padres no alentaron su talento musical, pero al cumplir doce años, un profesor del Conservatorio los persuadió para que le permitieran recibir lecciones formales de música. A los dieciséis años comenzó sus estudios en el Conservatorio y asistió a clases de acompañamiento, armonía y composición, donde compartió las aulas con Claude Debussy, Gabriel Pierné y otros, y recibió clases por parte de César Franck. Debido a las dificultades encontradas por las mujeres que deseaban componer, adoptó la forma más andrógina de su primer nombre, "Mel".
En el Conservatorio conoció y se enamoró de Amédée Landély Hettich, un estudiante, poeta y cantante, de cuyos poemas Bonis musicalizó algunos. Desafortunadamente, sus padres desaprobaron el partido, y en 1883 arreglaron para que se casara con el empresario Albert Domange, 25 años mayor que ella (y viudo con cinco hijos de sus dos matrimonios anteriores), después de lo cual, durante un período, desapareció de la vida pública; en ese periodo tuvo tres hijos. Para Bonis no fue un matrimonio ideal ya que a Domange no le gustaba la música.
En la década de 1890, se reencontró con Hettich nuevamente, quien la animó a volver a la composición, después de lo cual su carrera despegó. Sin embargo, también comenzaron un romance, lo que llevó al nacimiento de una niña fuera de su matrimonio, llamada Madeleine. La niña fue puesta bajo el cuidado de una antigua camarera, mientras que Bonis dedicó todas sus energías a la composición, convirtiéndose en miembro de la Société des compositeurs de musique y compositora que publicó sus obras con Éditions Alphonse Leduc.
Falleció en Sarcelles (Val-d'Oise).

## Composiciones

### Música de cámara
- Suite en trio, para flauta, violín y piano, Op. 59 (1903)
- Fantaisie en septuor, para dos flautas, dos violines, viola, violonchelo y piano, Op. 72 (1906)
- Scènes de la forêt, para flauta, corno francés y piano, Op. 123 (1928)
- Suite dans le style ancien, para flauta, violín y piano, Op. 127 No. 1 (1928)
- Suite orientale, Op. 48
- Soir, matin, para violín y piano
- Nocturne
- Quatuor pour piano et cordes en si bémol, Op. 69
- Quatuor pour piano et cordes en ré, Op. 124
- Sonata para flauta en Do sostenido , Op. 64
- Sonata para violonchelo en Fa mayor, Op. 67
- Sonata para violín en Fa sostenido menor, Op. 112

### Música para piano
Edición moderna en nueve volúmenes publicada por Furore: 
- Primer volumen: Femmes de légende (Mujeres legendarias)
- Segundo y tercer volumen: Pièces pittoresques et poétiques (Piezas pintorescas y poéticas), I y II
- Cuarto volumen: Concert pieces
- Quinto volumen: Danses et pièces légères
- Sexto volumen: Piano à quatre mains A
- Séptimo volumen: Pièces pittoresques et poétiques III
- Octavo volumen: Piano à quatre mains B
- Novemo volumen: Deux pianos à quatre main, Scherzo Op. 40 y Variaciones Op. 85

### Música infantil
- Children's Scenes, Op. 92 (1912)
- Miocheries, Op. 126 (1928)
- Neuf Pièces faciles, Op. 148 (1936)
- 17 Pièces enfantines, Op. 116 (1926)
- Album pour les tout petits, Op. 103 (1913)

### Música de órgano
- L'Œuvre verter orgue, 27 piezas, con Toccata, Cantabile, Coral, etc. (edición moderna: Éditions Fortin-Armiane)

### Música religiosa vocal
- Regina Cœli, Op. 45; Cantique de Jean Racine, Messe à la Sérénité, y muchos motetes como Adoro te, Inviolata etc. (edición moderna: Éditions Fortin-Armiane)

### Orquesta
- Les Gitanos, Op. 15 Núm. 3 (orquestada por Ad. Gauwin)
- Suite en forme de valse
- Suite Orientale, Op. 48 (1900), incluye Prélude, Op. 48, Núm. 1
- Bourrée, Pavane, Sarabande (1909)
- Trois Femmes de légende: Salome, Op. 100, No. 2; Ophelia, Op. 165, No. 2; El Sueño de Cleopatra, Op. 180, No. 2

### Viento y percusiones para jóvenes
- Sinfonía burlesca, op. 185, póstumo: balada (publicado por Fortin)